# Episodi di Ritorno al futuro (serie animata) (prima stagione)
La prima stagione della serie televisiva Ritorno al futuro è stata trasmessa negli Stati Uniti dalla CBS tra il 14 settembre e il 14 dicembre 1991.
| nº | Titolo originale                              | Titolo italiano               | Prima TV USA      | Prima TV Italia |
| -- | --------------------------------------------- | ----------------------------- | ----------------- | --------------- |
| 1  | Brothers                                      | Fratelli                      | 14 settembre 1991 |                 |
| 2  | A Family Vacation                             | Le vacanze                    | 21 settembre 1991 |                 |
| 3  | Forward to the Past                           | Un salto nel passato          | 28 settembre 1991 |                 |
| 4  | Witchcraft                                    | L'incantesimo                 | 5 ottobre 1991    |                 |
| 5  | Roman Holiday (Swing Low, Sweet Chariot Race) | Gladiatori romani             | 19 ottobre 1991   |                 |
| 6  | Go Fly a Kite                                 | Va a quel paese               | 26 ottobre 1991   |                 |
| 7a | Time Waits for No Frog                        | Rospi terapeutici             | 2 novembre 1991   |                 |
| 7b | Einstein's Adventure                          | L'avventura di Einstein       | 2 novembre 1991   |                 |
| 8  | Batter Up                                     | Viaggio nella leggenda        | 9 novembre 1991   |                 |
| 9  | Solar Sailors                                 | L'astronave ad energia solare | 16 novembre 1991  |                 |
| 10 | Dickens of a Christmas                        | Cercando il Natale            | 23 novembre 1991  |                 |
| 11 | Gone Fishin'                                  | A pesca                       | 30 novembre 1991  |                 |
| 12 | Retired                                       | In pensione                   | 7 dicembre 1991   |                 |
| 13 | Clara's Folks                                 | I genitori di Clara           | 14 dicembre 1991  |                 |